# Alfred Martin (Mediziner)
Ferdinand Heinrich Alfred Martin (* 4. Februar 1874 in Dessau; † 15. August 1939 in Bad Nauheim) war ein deutscher Arzt und Heimatforscher.

## Leben
Alfred Martin wurde 1874 in Dessau als Sohn eines Seilermeisters geboren. Er studierte in Jena und Zürich Medizin und wurde 1898 in Jena promoviert. Als Privatdozent war er ab 1903 in Zürich tätig. In seinen medizinischen Publikationen beschäftigte er sich insbesondere mit Herz- und Nervenkrankheiten sowie mit Balneotherapie (Deutsches Badewesen in vergangenen Tagen, 1906).
1908 zog er mit seiner ersten Frau nach Bad Nauheim und ließ sich dort als praktischer Arzt nieder. Während des 1. Weltkriegs wurde er in einem Reservelazarett eingesetzt. Zudem wirkte er längere Zeit als Schularzt.
Von der Gründung im Dezember 1909 bis 1937 war Martin Vorsitzender des Heimatvereins Bad Nauheim. Zwischen 1911 und 1934 gab er die ersten 13 Bände des Bad-Nauheimer Jahrbuchs heraus, für das er auch zahlreiche Beiträge verfasste.
Er starb 1939 in Bad Nauheim, dort ist seit 1966 eine Straße nach ihm benannt.

## Werke (Auswahl)
- Über den Einfluss künstlich erhöhter Körpertemperatur auf die Art des Eiweisszerfalles. J. B. Hirschfeld, Leipzig 1898. (Dissertation)
- Ueber Blutdruck und Blutdruckmessung. In: Correspondenz-Blatt für Schweizer Aerzte, Band 35, Heft 4 (15. Februar 1905), S. 97–106 (online)
- Deutsches Badewesen in vergangenen Tagen: nebst einem Beitrage zur Geschichte der deutschen Wasserheilkunde. Diederichs, Jena 1906. (online)
  - Nachdruck. Diederichs, Jena 1989. ISBN 978-3-424-00959-0
- Geschichte der Tanzkrankheit in Deutschland. In: Zeitschrift des Vereins für Volkskunde. Bd. 24, 1914, S. 113–134 und S. 225–239.
- Beiträge zur Geschichte des Aussatzes, der Syphilis, des Antoniusfeuers, der Pest und der an diesen Erkrankten in Deutschland. In: Sudhoffs Archiv, Band 10, Heft 5 (April 1917), S. 209–250
- Bode, Friedrich. In: Herman Haupt (Hrsg.): Hessische Biographien. Band 1. Darmstadt 1918. S. 56 f.
- Gebärlage der Frau, Bad des Neugeborenen und Wochenbett in Mitteleuropa auf Grund bildlicher und textlicher Darstellung. In: Sudhoffs Archiv, Band 11, Heft 3/4 (Mai 1919), S. 189–199
- Hermann Eichhorst (Begründer): Hygiene des Herzens und der Blutgefäße im gesunden und kranken Zustande. 4. Auflage. E. H. Moritz, Stuttgart 1922.
- Geschichte der Bad-Nauheimer Mineralquellen (zu Nauheim und Schwalheim) und ihres Gebrauchs. Wagner, Bad Nauheim 1926.
- Die 6 res non naturales im deutschen Badewesen einschließlich der Klimatologie. In: 80 Jahre Münchner Medizinische Wochenschrift 1853–1933. Lehmann, München 1933, S. 5–9
- Vom Baden. In: Ciba Zeitschrift, Heft 35 (Juli 1936):
  - Vom Baden. (online)
  - Die orientalischen Bäder. (online)
  - Das Bad in Japan. (online)
- Die Knappschafts- und die Armenkasse des Nauheimer (Bad-Nauheimer) Salzwerks. In: Sudhoffs Archiv, Band 30, Heft 4/5 (Februar 1938), S. 220–246

## Links
- Werke von und über Alfred Martin in der Deutschen Digitalen Bibliothek
- Ein Arzt und Heimatforscher. In: Frankfurter Neue Presse, 2. Februar 2024.